# San Marco la Catola
San Marco la Catola ist eine italienische Gemeinde (comune) mit 860 Einwohnern (Stand 31. Dezember 2023) in der Provinz Foggia in Apulien. Die Gemeinde liegt etwa 45,5 Kilometer westnordwestlich von Foggia und grenzt an die Provinzen Campobasso (Molise) und Benevent (Kampanien).

## Geschichte
San Marco la Catola soll während des sechsten Kreuzzuges um 1228 gegründet worden sein.

## Verkehr
Durch die Gemeinde führt die Strada Statale 17 dell'Appennino Abruzzese e Appulo Sannitica von Antrodoco nach Foggia.